# Hong Sang-soo
Hong Sang-soo (coreà: 홍상수)  (Seül, 25 d'octubre de 1960) és un director de cinema i guionista sud-coreà.
Al Festival Internacional de Cinema de Locarno, rep el 2013 el Léopard d'argent pel seu film Sunhi, i el 2015 rep el Léopard d'or pel seu film Un dia amb, un dia sense.

## Biografia
Hong Sang-soo descobreix el cinema amb els films de Hollywood a la televisió. El 1982, després d'haver estudiat posada en escena a la universitat de Chungang, a Seül, marxa a estudiar als Estats Units al College of Arts and Crafts de Califòrnia i a l'Art Institute de Chicago
Es casa el 1985, demanarà el divorci a finals de 2016 després d'una relació amb l'actriu principal dels seus dos últims film en aquell moment, Kim Min-hee.
De retorn a Corea del Sud, treballa com a director per la televisió abans de llançar-se al cinema.
El 1996 roda el seu primer film, El Dia que el porc ha caigut al pou que té immediatament un cert èxit de critica i públic. Rep així premis al Drac Blue Coreà, al Festival de cinema de l'Àsia Pacífic, i als festivals de Rotterdam i de Vancouver. El film descriu amb prestacions improvisades i pocs diàlegs, una relació amorosa moderna.
Realitza a continuació El Poder de la província de Kangwon, un conte sobre la desil·lusió. Rep l'esment especial a la secció « Un Certa Mirada » del Festival de Canes.
El 2000, Hong Sang-soo torna amb el film de títol provocador La Verge despullada pels seus pretendents. Aquest, rodat en blanc i negre segueix un triangle amorós vist pels tres personatges. Si el títol es manllevat a Marcel Duchamp, Hong Sang-soo diu no pas haver-se inspirat en l'artista i no haver escollit el títol perquè correspon a la història filmada.
Segur de la seva reputació, Hong Sang-soo disposa de mitjans més confortables pel seu quart opus, Turning Gate, coproduït per Mariner Karmitz i interpretat per tres estrelles locals. En aquesta comèdia malenconiosa, el seu més important èxit comercial, sobretot amb el públic de Corea, el director afina el seu estil tot quedant fidel a la seva temàtica. A continuació, els elements característics del seu cinema es troben a La dona és el futur de l'home, en competició al Festival de Canes.
Surt el 2005 Conte de cinema, també presentada a Canes, el que consolida així l'estatus del director a nivell internacional.
Des de 2008, ensenya a la universitat de Konkuk a Seül on anima un taller consagrat al guió i un taller consagrat a la posada en escena. Abans, havia ensenyat a la universitat nacional de les arts de Corea de 1995 a 2001.
El 2009, presenta Les dones dels meus amics, sempre a Canes però a la Quinzena dels directors: aborda en aquest film el vídeo de alta definició. Amb Hahaha (2010), Hong Sang-soo troba un cert èxit amb el públic coreà amb 56.000 entrades.
El seu film Matins tranquils a Seül es presenta a la selecció «Un certain regard» al Festival de Canes 2011.
Realitza Oki's Movie (2010) sense cap finançament i la roda en part al seu despatx de la universitat de Konkuk a Seül.
El 2012, el seu film In another country, amb l'actriu francesa Isabelle Huppert, es seleccionat en competició oficial al 65è Festival de Canes. El film surt a França l'octubre i als Estats Units el novembre.
El febrer de 2013, presenta Haewon i els homes a la Berlinale.
El febrer de 2017, presenta On the Beach at Night Alone a Berlín i l'actriu principal Kim Min-hee hi assoleix el premi a la millor actriu.
El 2020 presenta La dona que va fugir, estrenada a Catalunya el juliol de 2021.
El 2021 filma Introduction i la pel·lícula presentada al Festival de Canes Davant teu.

## Obra
La majoria dels seus films conten una història d'amor desgraciat.
La majoria dels seus films posen en escena el medi del cinema. Per exemple, Matins tranquils a Seül mostra el vagareig d'un jove cineasta de talent que ha deixat de rodar pel·lícules. A Oki's Movie, Hong Sang-soo mostra els amors de dos estudiants en cinema i d'un professor de cinema. Hong Sang-soo explica que prefereix filmar un medi que coneix, i afirma que se sentiria menys còmode filmant en un altre medi.
L'embriaguesa, com escapatòria a la realitat i vector de revelacions, és una de les característiques principals del cinema de Hong Sang-soo. És famós pel seu gust immoderat per l'alcohol que es troba en nombrosos films.

### Joc amb el temps
A Hong Sang-soo li agrada explicar històries simultànies viscudes pels diferents protagonistes dels seus films on els punts de vista de diferents personatges sobre la mateixa història.

### Influències
Ha estat influït per cineastes com Yasujirō Ozu, Robert Bresson, Éric Rohmer, Luis Buñuel, Jean Vigo, Friedrich Wilhelm Murnau però també per pintors com Paul Cézanne, o escriptors com André Gide. Es considera sobretot molt marcat per Journal d'un curé de campagne de Robert Bresson.
El critica coreà Huh Moon-yung veu també un parentiu amb el cineasta coreà Lee Man-Hee. La mare de Hong Sang-soo ha produït alguns films d'aquest cineasta i Hong Sang-soo va anar a veure alguns dels seus rodatges sent nen.

## Mètode de treball
Hong Sang-soo treballa generalment sense guió ben establert. Treballa a partir de notes que redacta en part durant el rodatge i distribueix a l'equip cada matí. Pel cap operador Park Hong-yeol, el fet que els tècnics i els actors no coneguin el final del film els força a una concentració extrema sobre el rodatge que permet de donar als films de Hong Sang-soo la seva intensitat. · .
Escriu els diàlegs en funció de la personalitat dels actors.
Privilegia també els rodatges lleugers. Per exemple, a Oki's Movie, no tenia més que quatre tècnics. Per ell, alguns actors, com Yu Jun-sang, accepten de no cobrar.

## Filmografia
- 1996: El dia que el porc ha caigut al pou (돼지가 우물에 빠진 날)
- 1998: El Poder de la província de Kangwon (강원도의 힘)
- 2000: La Verge despullada pels seus pretendents (오! 수정)
- 2003: Turning Gate (생활의 발견)
- 2003: La dona és el futur de l'home (여자는 남자의 미래다)
- 2005: Conte de cinema (극장전)
- 2007: Woman on the Beach (해변의 여인)
- 2008: Night and Day (밤과 낮)
- 2009: Lost in the Mountains (어떤 방문: 첩첩산중) (curt)
- 2009: Les dones dels meus amics (잘 알지도 못하면서)
- 2010: Hahaha (하하하)
- 2010 :Oki's Movie (강원도의 힘)
- 2011: Matins tranquils a Seül (오! 수정)
- 2011: List (리스트, curt)
- 2012: In Another Country (여자는 남자의 미래다)
- 2013: Haewon i els homes (극장전)
- 2013: Sunhi (우리 선희)
- 2014: Hill of Freedom ((자유의 언덕))
- 2015: Right Now, Wrong Then (밤과 낮)
- 2016: Yourself and Yours (당신 자신과 당신의 것)
- 2017: On the Beach at Night Alone (밤의 해변에서 혼자)
- 2017: El dia de després
- 2017: La càmera de Clara
- 2022: A dalt de tot (탑)
- 2022: La novel·lista i la seva pel·lícula

## Premis i nominacions
- 2010: Premi Un certa mirada de la selecció Un Certain Regard del Festival Internacional de Cinema de Canes per Hahaha[13]
- 2011: convidat d'honor de la 13e festival del film asiatic de Deauville[8]
- 2013: Léopard d'argent al festival del film de Locarno per [U ri Sunhi[14]
- 2014: Montgolfière d'or al Festival dels tres continents per Hill of Freedom.
- 2015: Léopard d'or al Festival internacional del film de Locarno per Un dia amb, un dia sense.[15]
- 2016: Conquilla de Plata al millor director al Festival internacional del film de Sant Sebastià per Yourself and Yours[16]